# Medasina interlata
Medasina interlata är en fjärilsart som beskrevs av W. Warren 1894. Medasina interlata ingår i släktet Medasina och familjen mätare. Inga underarter finns listade i Catalogue of Life.